# Pak Hyon-suk
Pak Hyon-suk (kor. 박현숙; ur. 4 sierpnia 1985) – północnokoreańska sztangistka startująca w kategorii do 63 kg, złota medalistka olimpijska i brązowa medalistka mistrzostw świata.
W 2008 roku wywalczyła złoty medal w wadze średniej podczas igrzysk olimpijskich w Pekinie. W zawodach tych wyprzedziła na podium Lu Ying-chi z Tajwanu i Kanadyjkę Christine Girard. Na rozgrywanych rok wcześniej mistrzostwach świata w Chiang Mai zajęła trzecie miejsce w tej samej kategorii wagowej. Brała też udział w igrzyskach olimpijskich w Atenach w 2004 roku, zajmując szóste miejsce w wadze lekkiej.
W 2006 i 2010 roku zdobyła medal igrzysk azjatyckich.